# Пфеффельбах
Пфеффельбах (нем. Pfeffelbach) — община в Германии, в земле Рейнланд-Пфальц. 
Входит в состав района Кузель. Подчиняется управлению Кузель.  Население составляет 960 человек (на 31 декабря 2010 года). Занимает площадь 11,28 км².